# 恩霖
恩霖（1812年—？），瓜尔佳氏，字湛卿，號伯言，满洲正白旗人，清朝政治人物。道光二十四年甲辰科进士，尚书德文孫。任湖南安福县，湘阴县知县。